# Александровка (Приднестровье)
Алекса́ндровка — село в Каменском районе непризнанной Приднестровской Молдавской Республики. Вместе с селом Красный Октябрь входит в состав Краснооктябрьского сельсовета.